# Tètol
Els tètols són un grup de grans ocells, de bec i cames llargues que formen el gènere Limosa, el qual pertany a la família dels escolopàcids (Scolopacidae). Són aus fortament migratòries que formen grans bandades en les costes i estuaris a l'hivern.
Es poden distingir dels polits i becuts del gènere Numenius, pel bec recte o molt lleugerament corbat cap amunt, i dels tetolets del gènere Limnodromus, per les potes més llargues. El plomatge d'hivern és bastant monòton, però les quatre espècies tenen les parts inferiors vermelloses en època de cria. Les femelles són notablement més grans que els mascles.
Són aus costaneres, freqüents a les platges, on sondegin profundament a la sorra amb el llarg i gairebé recte bec, a la recerca de cucs i mol·luscs aquàtics. A llurs àrees d'hivernada formen grans bandades on l'aliment és abundant.

## Taxonomia
Se n'han descrit quatre espècies a aquest gènere:
- Tètol cuabarrat (Limosa lapponica).
- Tètol cuanegre (Limosa limosa).
- Tètol de Hudson (Limosa haemastica).
- Tètol marbrenc (Limosa fedoa).